# مزار (بجستان)
مزار (بالفارسية: مزار) هي قرية تقع في إيران في خراسان رضوي. يقدر عدد سكانها بـ 934 نسمة بحسب إحصاء 2016.